# Xavier de Moulins
Pour les articles homonymes, voir Moulins.
Xavier de Moulins d'Amieu de Beaufort, dit Xavier de Moulins, né le 5 juillet 1971 à Boulogne-Billancourt (Hauts-de-Seine), est un journaliste de presse écrite et de télévision, animateur et écrivain français.

## Biographie

### Enfance, jeunesse et formation
Xavier de Moulins est né d'un père travaillant dans les assurances et d'une mère femme au foyer, dans une fratrie de sept enfants. Il grandit à Meudon-la-Forêt (Hauts-de-Seine). Il se passionne à l'âge de sept ans pour le journalisme, fasciné notamment par Yves Mourousi.
Se disant « très problématique, voire un cas social » à l’école, il prend goût à la littérature grâce à un professeur qui lui offrait des livres. Il s'oriente ainsi vers une hypokhâgne et une khâgne, et obtient une maîtrise de lettres (Paris-IV-Sorbonne) et un DESS de télécommunications (Paris-Dauphine).

### 1994-2001: carrière dans la presse écrite
En 1994, après un premier reportage pour La Croix chez les franciscains du Bronx où il reste trois mois, il entame une collaboration qui va durer sept années avec le Guide du routard, interrompue par son service militaire effectué à La Garenne-Colombes.
Il est aussi pigiste régulier pour divers médias : Le Monde, L'Expansion, Vogue, Les Inrockuptibles.

### 2001-2006: débuts à la télévision
Il apparaît pour la première fois à l'écran en 1999 dans Nulle part ailleurs après avoir contacté Alain De Greef.
En 2001, il tourne le premier pilote de C dans l'air sans suite. Il devient alors chroniqueur pendant une saison dans l’émission Les Maternelles où il dresse un portrait décalé de la personnalité invitée.
En 2002, il rejoint l’équipe de PAF productions (Marc-Olivier Fogiel). Il y réalise de nombreux sujets et portraits pour les différentes émissions produites par la société et présente les indiscrétions dans + Clair aux côtés de Daphné Roulier, toujours sur Canal+. Puis en 2005, il retrouve Maïtena Biraben, rencontrée sur Les Maternelles, dans Nous ne sommes pas des anges, sur Canal+. Il y dresse notamment un portrait décalé de l'invité.

### Depuis 2006: carrière dans le groupe M6
De septembre 2006 à 2010, il anime chaque semaine l'émission Paris Dernière sur Paris Première, succédant ainsi à Thierry Ardisson et Frédéric Taddeï.
À l'été 2010, il devient l'un des présentateurs remplaçants du journal télévisé de M6 (au sein du même groupe que Paris Première), Le 19:45. Le 30 août 2010, M6 lui confie la présentation permanente de son journal du soir, à la place de Claire Barsacq.
Il anime, de septembre à décembre 2010, Mon beau miroir sur Paris Première, magazine où une personnalité est confrontée aux critiques d'un public placé derrière une glace sans tain.
Les 22 avril et 6 mai 2012, il anime, avec Nathalie Renoux, Éric Zemmour et Éric Naulleau, deux soirées consacrées à l'élection présidentielle sur M6.
En septembre 2012, tout en continuant Le 19:45, il succède à Aïda Touihri à la présentation du magazine 66 minutes sur M6.
Son roman Un coup à prendre est porté à l'écran dans le film Tout pour être heureux de Cyril Gelblat, sorti en 2016.
Il a également publié en mars 2019 La Vie sans toi, un roman qui traite des difficultés de la vie de couple.
Le 22 janvier 2020, Xavier sort son nouveau roman, Le petit chat est mort.
En septembre 2023, il quitte la présentation de 66 minutes et rejoint RTL où il présente le podcast Au cœur de la création,.
En février 2025, il est décoré des insignes de l’ordre des Arts et Lettres par la ministre de la Culture, Rachida Dati.

### Vie privée
Il est le père de trois filles, la première née de sa première femme, les deux autres nées de sa seconde épouse, Anaïs Bouton, avec qui il est marié depuis 2009,.
Il est le cousin germain d'Éric de Moulins d'Amieu de Beaufort, dit Éric de Moulins-Beaufort.

## Émissions
- 1999 : Nulle part ailleurs sur Canal+
- 2005 : Nous ne sommes pas des anges sur Canal+
- 2006–2010 : Paris Dernière sur Paris Première
- 2010 : Mon beau miroir sur Paris Première
- Depuis 2010 : Le 19:45 en semaine sur M6 (comme titulaire)
- 2012–2023 : 66 minutes sur M6
- Depuis 2023 : Les 1000 premiers jours de bébé sur M6.
- Depuis 2023 : Grand prix d’Amérique sur M6 avec Carine Galli
- 2024 : Ils ont fait 2024, sur M6 avec Ophélie Meunier

## Ouvrages
- Un coup à prendre, Vauvert, Au diable vauvert, 2011, 179 p. (ISBN 978-2-84626-285-9)
- Ce parfait ciel bleu, Vauvert, Au diable vauvert, 2012, 202 p. (ISBN 978-2-84626-400-6)
- Que ton règne vienne : roman, Paris, Éditions Jean-Claude Lattès, 2014, 218 p. (ISBN 978-2-7096-4574-4)
- Charles Draper, éd. Lattes, 2016  (ISBN 978-2709648530)
- Les Hautes Lumières, éd. Lattes, 2017  (ISBN 978-2709660594)
- La Vie sans toi, éd. Lattes, 2019  (ISBN 978-2709664158)
- Le petit chat est mort, éd. Flammarion, 2020  (ISBN 978-2081505438)
- Mon garçon, éd. Flammarion, 2021
- Toute la famille ensemble, éd. Flammarion, 2022
- La Nuit des pur-sang, éd. Flammarion, 2023
- La fin d'un monde, éd. Flammarion, 2024  (ISBN 978-2080437242)

## Adaptation de son œuvre au cinéma
- 2016 : Tout pour être heureux, film français de Cyril Gelblat, d'après son premier roman Un coup à prendre.